# Linden (Carolina del Norte)
Linden es un pueblo ubicado en el Condado de Cumberland y en el estado estadounidense de Carolina del Norte. La localidad en el año 2000, tenía una población de 127 habitantes en una superficie de 1,2 km², con una densidad poblacional de 101,9 personas por km².

## Geografía
Linden se encuentra ubicado en las coordenadas 35°15′20″N 78°44′48″O / 35.25556, -78.74667. Según la Oficina del Censo, la localidad tiene un área total de 1,2 km² (0,5 mi²), de la cual 1,2 km² (0,5 mi²) es tierra y 0 km² (0 mi²) (0.56%) es agua.

### Localidades adyacentes
El siguiente diagrama muestra a las localidades en un radio de 16 kilómetros (9,9 mi) de Linden.

## Demografía
En el 2000 la renta per cápita promedia del hogar era de $41.250, y el ingreso promedio para una familia era de $48.750. El ingreso per cápita para la localidad era de $17.617. En 2000 los hombres tenían un ingreso per cápita de $30.625 contra $25.781 para las mujeres. Alrededor del 7.90% de la población estaba bajo el umbral de pobreza nacional.